# Heinrich Walter Cassirer
Heinrich (Heinz) Walter Cassirer (geboren am 9. August 1903 in Starnberg; gestorben am 20. Februar 1979 in Glasgow) war ein deutschstämmiger Philosoph in Kantischer Tradition. 

## Leben

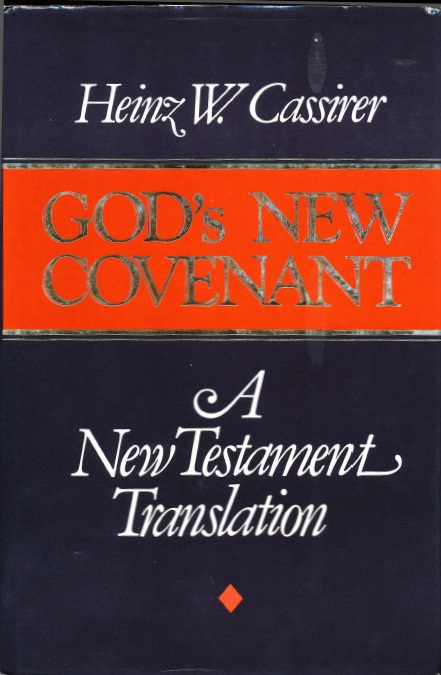
God's New Covenant: A New Testament Translation

Heinrich Walter Cassirer wurde am 9. August 1903 in Starnberg in Oberbayern als eines von  drei Kindern des deutschen Philosophen Ernst Cassirer und seiner Frau Antoinelle (Toni), geborene Bondy, geboren. Ernst Cassirer stammte aus der bekannten jüdischen Kaufmanns- und Kunsthändlerfamilie Cassirer. Ernst Cassirers Frau Toni war die Tochter seiner Tante Julie, geborene Cassirer, und deren Mann Otto Bondy, der als Kabelfabrikant in Wien bekannt wurde. Heinz hatte zwei Geschwister, den Angestellten und Fotografen Georg Eugen und die Psychologin und Geigerin Anna Elisabeth, die in New York City den Pianisten Kurt Appelbaum heiratete.
Während der Zeit des Nationalsozialismus in Deutschland floh Ernst Cassirer mit seiner Familie in den 1930er Jahren nach Dänemark und später nach Großbritannien. Heinz Cassirer ging an die Universität Glasgow und arbeitete dort gemeinsam mit Herbert James Paton, nach dessen Rat er ein Buch zu Kants dritter Kritik, der Kritik der Urteilskraft, verfasste. Danach wechselte er an das Corpus Christi College in Oxford und lehrte dort Philosophie, wobei er sich vor allem auf Kant konzentrierte und unter anderen Karl Barths Interpretationen folgte.
Cassirer studierte zudem das Neue Testament und war vor allem beeindruckt von den Auslegungen von Paulus von Tarsus zur Ethik. Er konvertierte zum christlichen Glauben und ließ sich 1955 in der Anglikanischen Kirche taufen. Er übersetzte das Neue Testament aus griechischen Quellen und nannte seine Neu-Übersetzung God's New Covenant: A New Testament Translation. Sein Wissen über die jüdische Tradition und jüdische Bräuche gab ihm dabei einen einzigartigen Einblick in die bekannte Bibeltexte.

## Werke
- Grace and Law: St. Paul, Kant, and the Hebrew Prophets
- God's New Covenant: A New Testament Translation

## Belege
1. ↑  Sigrid Bauschinger: Die Cassirers. Unternehmer, Kunsthändler, Philosophen. C.H.Beck, München 2015; S. 448. ISBN 978-3-406-67714-4.
2. 1 2  Heinz Cassirer auf Cassirers after Hitler – The Scattered Generations. (Memento des Originals vom 11. März 2016 im Internet Archive)  Info: Der Archivlink wurde automatisch eingesetzt und noch nicht geprüft. Bitte prüfe Original- und Archivlink gemäß Anleitung und entferne dann diesen Hinweis., abgerufen am 14. Mai 2016